# فدریکو پرویا
فدریکو پرویا (انگلیسی: Federico Proia؛ زادهٔ ۴ فوریهٔ ۱۹۹۶) بازیکن فوتبال اهل ایتالیا است.
از باشگاه‌هایی که در آن بازی کرده‌است می‌توان به باشگاه فوتبال روبور سیه‌نا اشاره کرد.